# Sophie McShera

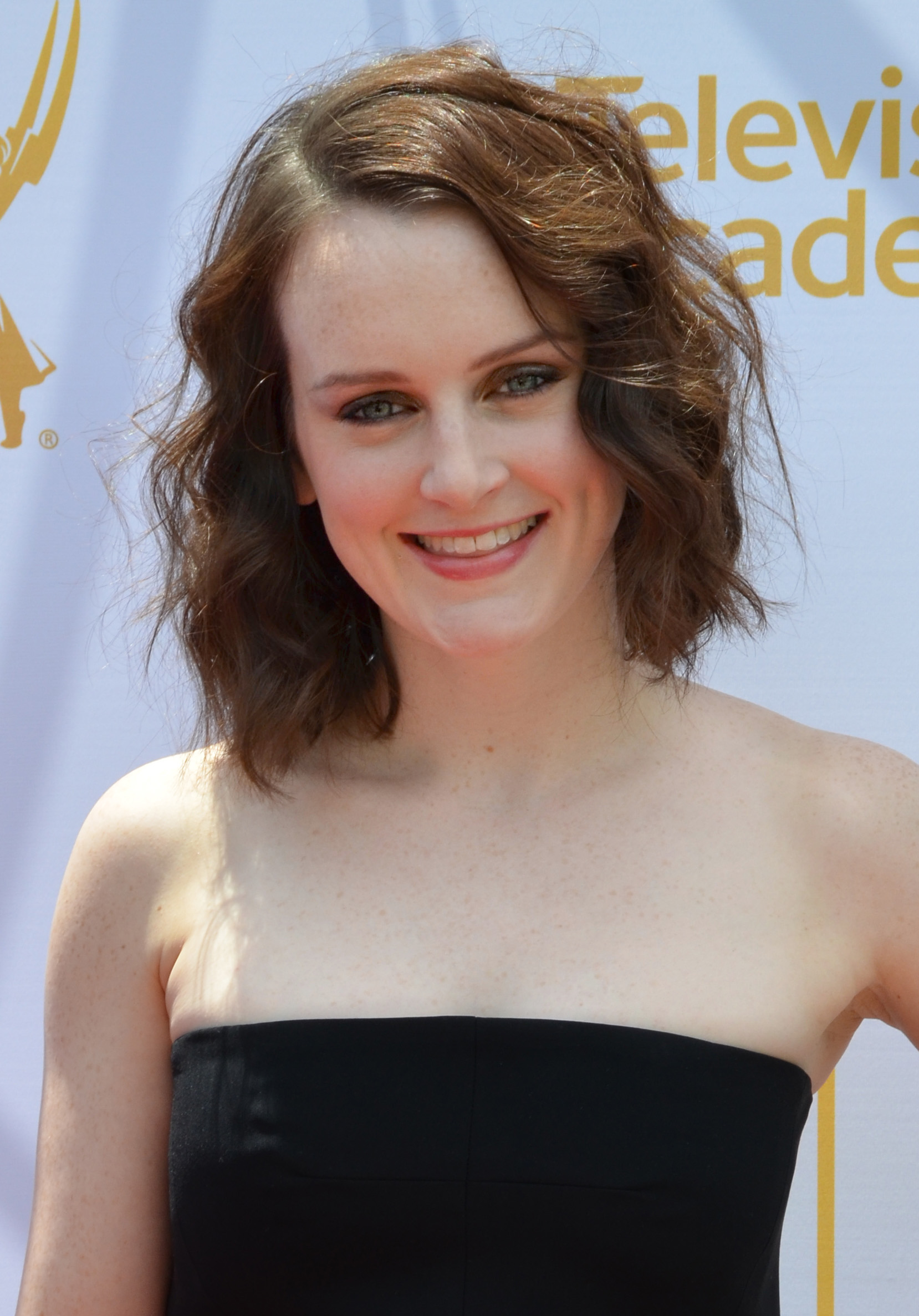
Sophie McShera (2014)

Sophie McShera (* 17. Mai 1985 in Bradford, West Yorkshire) ist eine britische Schauspielerin.

## Leben
McShera wuchs als Kind einer irischen Familie mit ihrem Bruder Liam in Bradford auf. Im Alter von 12 Jahren nahm sie ersten Schauspielunterricht. Kurz darauf erhielt sie ihre erste Rolle im Musical The Goodbye Girl, das 1997 und 1998 bei einer Tour durch das Vereinigte Königreich aufgeführt wurde.
Später studierte sie an der Brunel University und erhielt erste Rollen in Serien wie Emmerdale, Doctors und Survivors. 2009 erhielt sie die Rolle der Ros McCain in der Fernsehserie Waterloo Road, die sie in 19 Folgen übernahm. Von 2010 bis 2015 stellte sie in der Serie Downton Abbey das Küchenmädchen Daisy dar. Die gleiche Rolle spielte McShera auch in den Kinofilmen Downton Abbey (2019) und Downton Abbey II: Eine neue Ära (2022).
Daneben tritt sie regelmäßig am Theater auf, unter anderem in Inszenierungen von Cinderella (2009/2010) oder Jez Butterworths Jerusalem.

## Filmografie (Auswahl)
- 2007: Emmerdale (Fernsehserie, 2 Episoden)
- 2008: Doctors (Fernsehserie, eine Episode)
- 2008: Survivors (Fernsehserie, eine Episode)
- 2009–2010: Waterloo Road (Fernsehserie, 19 Episoden)
- 2010–2015: Downton Abbey (Fernsehserie, 52 Episoden)
- 2013–2014: The Job Lot – Das Jobcenter (The Job Lot, Fernsehserie, 7 Episoden)
- 2015: Cinderella
- 2015–2016: Galavant (Fernsehserie, 8 Episoden)
- 2018: Murdoch Mysteries (Fernsehserie, Episode 12x01)
- 2019: David Copperfield – Einmal Reichtum und zurück (The Personal History of David Copperfield)
- 2019: Downton Abbey
- 2020: Das Damengambit (The Queen’s Gambit, Fernsehserie, 2 Episoden)
- 2020: Ganef (Kurzfilm)
- 2022: Downton Abbey II: Eine neue Ära (Downton Abbey: A New Era)